# Plasa Pepeni, județul Bălți
Plasa Pepeni a fost o unitate administrativ-teritorială din județul Bălți, România. Plasa a fost organizată în rezultatul implementării legii de unificare administrativ-teritorială a României din anul 1925. Plasa era condusă de pretor, fiind numit de prefectul județului Bălți.
În anul 1929 a fost aprobată o reformă administrativ-teritorială prin care plasa Pepeni a fost comasată cu plasa Slobozia-Bălți.

## Lista localităților
Plasa Pepeni a fost alcătuită din 10 comune și 42 sate.
| Comună           | Localități                | Amplasarea actuală    |
| ---------------- | ------------------------- | --------------------- |
| 1. Alexăndreni   | Alexăndreni               | Alexăndreni, Sîngerei |
| 2. Copăceni      |                           |                       |
| Alacai           | dispărut                  |                       |
| Antoneni         | Antonovca, Sîngerei       |                       |
| Chirileni        | Chirileni, Sîngerei       |                       |
| Copăceni         | Copăceni, Sîngerei        |                       |
| Eugenia          | Evghenievca, Sîngerei     |                       |
| Gavrilești       | Gavrilovca, Sîngerei      |                       |
| Grigoreni        | Grigorăuca, Sîngerei      |                       |
| Ion Creangă      | Petropavlovca, Sîngerei   |                       |
| Mihăileni        | Mihailovca, Sîngerei      |                       |
| Petrești         | Petrovca, Sîngerei        |                       |
| Vladimirești     | Vladimireuca, Sîngerei    |                       |
| 3. Drăgănești    |                           |                       |
| Alexandria       | Alexeuca, Sîngerei        |                       |
| Cotiugenii-Mici  | Cotiujenii Mici, Sîngerei |                       |
| Drăgănești       | Drăgănești                |                       |
| Gura Oituzului   | Gura-Oituz, Sîngerei      |                       |
| Nicolina         | Nicolaevca, Sîngerei      |                       |
| Săcăreni         | Sacarovca, Sîngerei       |                       |
| Sârbești         | Sîrbești, Florești        |                       |
| Valea-Radoaiei   | Valea Rădoaiei, Florești  |                       |
| 4. Ghiliceni     |                           |                       |
| Câșla            | Cîșla, Telenești          |                       |
| Cucioaia         | Cucioaia, Telenești       |                       |
| Ghiliceni        | Ghiliceni, Telenești      |                       |
| 5. Mândrești     |                           |                       |
| Băceni           | dispărut                  |                       |
| Ciulucani        | Ciulucani, Telenești      |                       |
| Mândrești        | Mîndrești, Telenești      |                       |
| 6. Pepeni        |                           |                       |
| Frățeștii-de-Jos | inclus în satul Bălășești |                       |
| Frățeștii-de-Sus | inclus în satul Bălășești |                       |
| Pepeni           | Pepeni, Sîngerei          |                       |
| Prepelița        | Prepelița, Sîngerei       |                       |
| Rozalia          | Răzălăi, Sîngerei         |                       |
| Slăveasca        | Sloveanca, Sîngerei       |                       |
| 7. Rădoaia       |                           |                       |
| Rădoaia          | Rădoaia, Sîngerei         |                       |
| Sângerii-Noui    | Sîngereii Noi, Sîngerei   |                       |
| Trifăneștii Noui | Trifănești, Sîngerei      |                       |
| 8. Sângeria      |                           |                       |
| Sângeria         | Sângeria                  |                       |
| Vrănești         | Vrănești, Sîngerei        |                       |
| 9. Țăplitești    |                           |                       |
| Țăplești         | Țiplești, Sîngerei        |                       |
| Țăplitești       | Țipletești, Sîngerei      |                       |
| 10. Zgărdești    |                           |                       |
| Bondărești       | Bondareuca, Telenești     |                       |
| Cozești          | Cozești, Sîngerei         |                       |
| Zgărdești        | Zgărdești, Telenești      |                       |